# Großer Preis von Monaco 1935

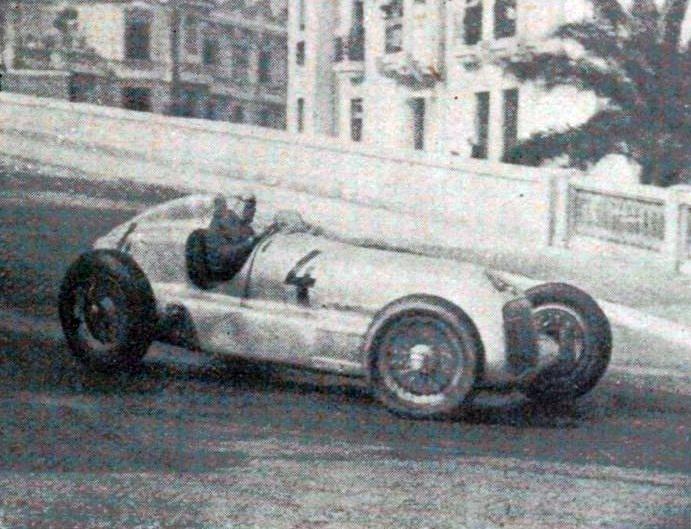
Rennsieger Luigi Fagioli im Mercedes-Benz W 25 in der Bahnhofskurve

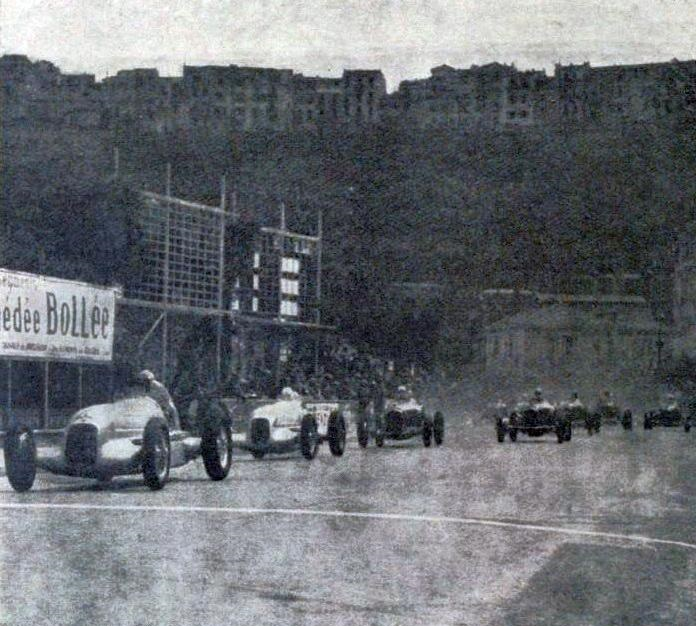
Start zum Großen Preis von Monaco

Der VII. Große Preis von Monaco (VII Grand Prix de Monaco) fand am 22. April 1935 auf dem Circuit de Monaco in Monaco statt. Als Grande Épreuve zählte das Rennen zur Grand-Prix-Europameisterschaft 1935, wurde aber abweichend zu den Bestimmungen der Internationalen Grand-Prix-Formel (Rennwagen bis maximal 750 kg Leergewicht; 85 cm Mindestbreite; Renndistanz mindestens 500 km) aufgrund einer Ausnahmegenehmigung lediglich über die traditionelle Distanz von 100 Runden à 3,180 km ausgetragen, was einer Gesamtdistanz von 318,0 km entsprach.  
Sieger wurde Luigi Fagioli auf einem Mercedes-Benz W 25.

## Rennen
Mittlerweile bildete der Große Preis von Monaco alljährlich den Auftakt zur eigentlichen Grand-Prix-Saison und ebenfalls üblich bekam der veranstaltende Automobile Club de Monaco eine Ausnahmegenehmigung, die eigentlich für Grandes Épreuves vorgegebene Mindestdistanz zu unterschreiten, um Fahrer, Wagen und Zuschauer auf dem verwinkelten und langsamen Stadtkurs nicht über Gebühr zu belasten. Die einzige Änderung gegenüber dem Vorjahr war die Verlegung der Schikane etwas weiter weg vom Tunnelausgang, wodurch die Fahrer pro Runde etwas mehr Zeit bekamen, sich auf die Kurvenkombination einzustellen.
Auch bezüglich des Ausschreibungsmodus blieb alles beim Alten, an dem prestigeträchtigen Rennen durfte weiterhin nur teilnehmen, wer vom Veranstalter eingeladen wurde. In diesem Jahr blieben jedoch zwei der fünf Werksmannschaften dem Rennen fern. Bei Bugatti war dies angesichts des steten Niedergangs nicht allzu überraschend, aber auch bei der Auto Union hielt man die ungewöhnlichen Rennwagen mit ihrem Heckmotor und verhältnismäßig langem Radstand für diese Art Rennstrecke von vorneherein für ungeeignet. Trotz einer vom Nationalsozialistischen Regime ausgelobten stattlichen Siegesprämie vertraten somit lediglich die drei Rennwagen der Daimler-Benz AG mit Rudolf Caracciola, Luigi Fagioli und Manfred von Brauchitsch am Steuer die deutschen Rennfarben, die nach den zuletzt in 1934 errungenen Erfolgen auch klar favorisiert waren, zumal die Motoren über den Winter noch einmal eine deutliche Hubraumvergrößerung auf 4,0 Liter erfahren hatten.
Dennoch war beileibe noch nicht von vorneherein klar, ob die Silberpfeile von Mercedes auf dieser für sie neuen und ungewohnten Strecke ihre Überlegenheit tatsächlich würden ausspielen können, zumal ihre größten Widersacher, die werksseitig zur Verfügung gestellten Alfa Romeo Tipo B der Scuderia Ferrari zum Teil ebenfalls mit vergrößerten Motoren und/oder Verbesserungen am Fahrwerk nachgerüstet worden waren. Mit Tazio Nuvolari, Louis Chiron, René Dreyfus und Antonio Brivio war das italienische Team auch auf der Fahrerseite zumindest ebenbürtig besetzt.
Der Rest des Feldes war zusammengesetzt aus nicht weniger als sechs mehr oder weniger privat eingesetzter Maserati-Rennwagen, unter denen die beiden Maserati 6C-34-Interimsmodelle von Philippe Étancelin und dem noch recht unerfahrenen Giuseppe Farina noch die konkurrenzfähigsten waren, dem privat eingesetzten älteren Alfa Romeo Tipo B von Raymond Sommer und dem einsamen Bugatti Type 59 des Briten Earl Howe, und hatte keine wirklich realistischen Hoffnungen auf einen Sieg.
Entsprechend klar sortiert war auch die Startaufstellung, die sich in Monaco nun schon im dritten Jahr in Folge nach den im Training erzielten Rundenzeiten richtete. In der ersten Reihe die drei Mercedes mit Caracciola auf Pole, dann die fünf Alfa Romeos (inklusive Sommer) und schließlich die restlichen Maseratis mit Howes Bugatti in ihrer Mitte. Auch vom Start weg ließen Fagioli und Caracciola erst gar keine Zweifel an der Mercedes-Überlegenheit aufkommen, während von Brauchitsch – seinem Ruf als ewiger Pechvogel gehorchend – den dritten Wagen des Teams schon nach der ersten Runde mit technischem Defekt aufgeben musste. Hinter dem Mercedes-Duo an der Spitze, das seinen Vorsprung in dieser Phase beständig aufbaute, bekamen Dreyfus, Nuvolari und Chiron bereits im Verlauf des ersten Rennviertels zunehmend Probleme mit den neuen Hydraulikbremsen, mit denen die Alfa Romeos neuerdings ausgerüstet waren. 
In bestechender Form war dagegen Étancelin mit seinem älteren Maserati. Nach 25 Runden hatte er nicht nur die drei Alfa Romeo überholt, sondern begann nun sogar, seinen Zeitrückstand auf Caracciola kontinuierlich zu verringern. Bei Halbzeit des Rennens konnte er sich sogar kurzzeitig am Deutschen auf Rang zwei vorbeipressen, aber mit seiner Fahrt am und über dem Limit seines Rennwagens waren auch die Bremsen nun zunehmend überfordert, so dass der Mercedes-Fahrer kurze Zeit später wieder problemlos vorbeiziehen konnte. Doch auch an Caracciolas Wagen war der Kampf nicht spurlos vorüber gegangen, und nachdem Étancelin in der Zwischenzeit auch wieder hinter Dreyfus zurückgefallen war, rollte auch der zweitplatzierte Silberpfeil nach zwei Dritteln der Renndistanz mit Ventilbruch aus. An der Spitze hatte Fagioli dagegen das gesamte Rennen völlig unangefochten problemlos kontrollieren können und querte schließlich die Linie mit 30 Sekunden Vorsprung auf Dreyfus für einen ungefährdeten Start-und-Ziel-Sieg.

## Ergebnisse
Hinweis: Die für Deutschland verwendete Flagge ( Deutsches Reich) ist von 1933.

### Meldeliste
| Team                                                      | Nr. | Fahrer                  | Info  | Chassis              | Motor                                   | Reifen |
| --------------------------------------------------------- | --- | ----------------------- | ----- | -------------------- | --------------------------------------- | ------ |
| Daimler-Benz AG                                           | 02  | Rudolf Caracciola       |       | Mercedes-Benz W 25B  | Mercedes-Benz M 25 B 4.0L I8 Kompressor | C      |
| Daimler-Benz AG                                           | 04  | Luigi Fagioli           |       | Mercedes-Benz W 25B  | Mercedes-Benz M 25 B 4.0L I8 Kompressor | C      |
| Daimler-Benz AG                                           | 06  | Manfred von Brauchitsch |       | Mercedes-Benz W 25B  | Mercedes-Benz M 25 B 4.0L I8 Kompressor | C      |
| Daimler-Benz AG                                           | 03  | Hermann Lang            | RES a | Mercedes-Benz W 25   | Mercedes-Benz M 25 B 3.4L I8 Kompressor | C      |
| Daimler-Benz AG                                           | 03  | Hanns Geier             | RES a | Mercedes-Benz W 25   | Mercedes-Benz M 25 B 3.4L I8 Kompressor | C      |
| Earl Howe                                                 | 08  | Earl Howe               |       | Bugatti T59          | Bugatti 3.3L I8 Kompressor              | D      |
| Conte de Villapadierna                                    | 10  | José de Villapadierna   |       | Maserati 8CM         | Maserati 3.0L I8 Kompressor             |        |
| Société d’Etude et de Fabrication d’Automobiles de Course | 12  | Marcel Lehoux           | DNA   | SEFAC                | SEFAC 2.8L U8 Kompressor                | M      |
| Raymond Sommer                                            | 14  | Raymond Sommer          |       | Alfa Romeo Tipo B/P3 | Alfa Romeo 2.9L I8 Kompressor           | M      |
| Scuderia Ferrari                                          | 16  | Louis Chiron            |       | Alfa Romeo Tipo B/P3 | Alfa Romeo 2.9L I8 Kompressor           | E      |
| Scuderia Ferrari                                          | 22  | Antonio Brivio          |       | Alfa Romeo Tipo B/P3 | Alfa Romeo 2.9L I8 Kompressor           | E      |
| Scuderia Ferrari                                          | 18  | René Dreyfus            |       | Alfa Romeo Tipo B/P3 | Alfa Romeo 3.2L I8 Kompressor           | E      |
| Scuderia Ferrari                                          | 20  | Tazio Nuvolari b        |       | Alfa Romeo Tipo B/P3 | Alfa Romeo 3.2L I8 Kompressor           | E      |
| Scuderia Ferrari                                          |     | Carlo Felice Trossi     | RES   | Alfa Romeo Tipo B/P3 | Alfa Romeo 3.2L I8 Kompressor           | E      |
| Scuderia Subalpina                                        | 24  | Philippe Étancelin      |       | Maserati 6C-34       | Maserati 3.7L I6 Kompressor             | P      |
| Scuderia Subalpina                                        | 26  | Goffredo Zehender       |       | Maserati 8CM         | Maserati 3.2L I8 Kompressor             | P      |
| Scuderia Subalpina                                        | 28  | Piero Dusio             |       | Maserati 8CM         | Maserati 3.0L I8 Kompressor             | P      |
| Gino Rovere                                               | 30  | Giuseppe Farina         |       | Maserati 6C-34       | Maserati 3.7L I6 Kompressor             |        |
| Luigi Soffietti                                           | 32  | Luigi Soffietti         |       | Maserati 8CM         | Maserati 3.0L I8 Kompressor             |        |

### Qualifying
| Pos. | Fahrer                  | Konstrukteur  | Qualifikationstraining | Qualifikationstraining | Start |
| Pos. | Fahrer                  | Konstrukteur  | Zeit                   | Ø-Geschwindigkeit      | Start |
| ---- | ----------------------- | ------------- | ---------------------- | ---------------------- | ----- |
| 01   | Rudolf Caracciola       | Mercedes-Benz | 1:56,6 min             | 98,690 km/h            | 01    |
| 02   | Manfred von Brauchitsch | Mercedes-Benz | 1:57,0 min             | 97,850 km/h            | 02    |
| 03   | Luigi Fagioli           | Mercedes-Benz | 1:57,3 min             | 97,600 km/h            | 03    |
| 04   | René Dreyfus            | Alfa Romeo    | 1:59,0 min             | 96.200 km/h            | 04    |
| 05   | Tazio Nuvolari          | Alfa Romeo    | 1:59,4 min             | 95,880 km/h            | 05    |
| 06   | Antonio Brivio          | Alfa Romeo    | 2:01,0 min             | 94,610 km/h            | 06    |
| 07   | Louis Chiron            | Alfa Romeo    | 2:01,8 min             | 93,990 km/h            | 07    |
| 08   | Raymond Sommer          | Alfa Romeo    | 2:02,0 min             | 93,840 km/h            | 08    |
| 09   | Philippe Étancelin      | Maserati      | 2:02,2 min             | 93,680 km/h            | 09    |
| 10   | Goffredo Zehender       | Maserati      | 2:03,0 min             | 93,070 km/h            | 10    |
| 11   | Giuseppe Farina         | Maserati      | 2:04,0 min             | 92,320 km/h            | 11    |
| 12   | Earl Howe               | Bugatti       | 2:04,0 min             | 92,320 km/h            | 12    |
| 13   | Luigi Soffietti         | Maserati      | 2:05,1 min             | 91,510 km/h            | 13    |
| 14   | Piero Dusio             | Maserati      | 2:06,0 min             | 90,860 km/h            | 14    |
| 15   | José de Villapadierna   | Maserati      | 2:07,3 min             | 89,930 km/h            | 15    |

### Rennergebnis
| Pos. | Fahrer                             | Konstrukteur  | Runden | Stopps | Zeit         | Start | Schnellste Runde | Ausfallgrund            | EM-Punkte |
| ---- | ---------------------------------- | ------------- | ------ | ------ | ------------ | ----- | ---------------- | ----------------------- | --------- |
| 01   | Luigi Fagioli                      | Mercedes-Benz | 100    |        | 3:23:49,8 h  | 3     | 1:58,4 min       |                         | 1         |
| 02   | René Dreyfus                       | Alfa Romeo    | 100    |        | + 31,5 s     | 4     |                  |                         | 2         |
| 03   | Antonio Brivio                     | Alfa Romeo    | 100    |        | + 1:06,4 min | 6     |                  |                         | 3         |
| 04   | Philippe Étancelin                 | Maserati      | 99     |        | + 1 Runde    | 9     |                  |                         | 4         |
| 05   | Louis Chiron                       | Alfa Romeo    | 97     |        | + 3 Runden   | 7     |                  |                         | 4         |
| 06   | Raymond Sommer                     | Alfa Romeo    | 94     |        | + 6 Runden   | 8     |                  |                         | 4         |
| 07   | Goffredo Zehender                  | Maserati      | 93     |        | + 7 Runden   | 10    |                  |                         | 4         |
| 08   | Luigi Soffietti                    | Maserati      | 91     |        | + 9 Runden   | 13    |                  |                         | 4         |
| —    | Rudolf Caracciola                  | Mercedes-Benz | 65     |        | DNF          | 1     |                  | defekte Ventilsteuerung | 5         |
| —    | José de Villapadierna              | Maserati      | 65     |        | DNF          | 15    |                  | Unfall                  | 5         |
| —    | Tazio Nuvolari Carlo Felice Trossi | Alfa Romeo    | 53     |        | DNF          | 5     |                  | Bremsdefekt             | 5 / 8     |
| —    | Earl Howe                          | Bugatti       | 34     |        | DNF          | 12    |                  | Unfall nach Bremsdefekt | 6         |
| —    | Giuseppe Farina                    | Maserati      | 21     |        | DNF          | 11    |                  | defekte Benzinpumpe     | 7         |
| —    | Piero Dusio                        | Maserati      | 3      |        | DNF          | 14    |                  | Unfall                  | 7         |
| —    | Manfred von Brauchitsch            | Mercedes-Benz | 1      |        | DNF          | 2     |                  | Getriebeschaden         | 7         |